# Várad
Várad ist eine ungarische Gemeinde im Kreis Szigetvár im Komitat Baranya.

## Geografische Lage
Várad liegt 39 Kilometer südwestlich des Komitatssitzes Pécs und gut 9 Kilometer südwestlich der Stadt Szigetvár. Nachbargemeinden sind Bürüs, Kétújfalu und Hobol.

## Geschichte
Im Jahr 1913 gab es in der damaligen Kleingemeinde 36 Häuser und 302 Einwohner auf einer Fläche von 2361 Katastraljochen. Sie gehörte zu dieser Zeit zum Bezirk Szigetvár im Komitat Baranya.

## Verkehr
Durch Várad verläuft die Nebenstraße Nr. 58147. Es bestehen Busverbindungen nach Bürüs, über Teklafalu nach Drávafok sowie über Hobol nach Szigetvár, wo sich der nächstgelegene Bahnhof befindet.